# Procissão Corpus Christi
Procissão Corpus Christi é um óleo sobre madeira da autoria do pintor português Amadeo de Souza-Cardoso. Pintado em 1913, mede 29 cm de altura por 50,8 cm de largura.
A pintura pertence ao Centro de Arte Moderna José de Azeredo Perdigão de Lisboa.